# 福井あしび
福井 あしび（ふくい あしび、8月22日 - ）は、日本の漫画家。男性。血液型はA型。大阪府出身。大阪芸術大学芸術学部出身。

## 経歴
2002年にアフタヌーン四季賞佳作、その翌年の2003年にヤングマガジンアッパーズ新人賞奨励賞と講談社主催の賞で受賞するも、デビューにまでは至らず、その後の2005年に「護って騎士」で第57回小学館新人コミック大賞少年部門に入選。翌年の2006年に同作品（『週刊少年サンデー』掲載）でデビューを果たす。その後は雷句誠の下でアシスタントをするなどして、5本の読切を発表する。
2009年に小学館より創刊された『ゲッサン』にて『マコトの王者 〜REAL DEAL CHAMPION〜』を初連載。以後、2010年代までは小学館系列の漫画雑誌での連載作品発表が続いた。
2021年2月6日発売の『月刊プリンセス』（秋田書店）3月号より『Re:スケバン刑事』（原作：和田慎二）の連載を、同年2月15日発売の『週刊少年ジャンプ』（集英社）11号より『クーロンズ・ボール・パレード』（原作：鎌田幹康）の連載をそれぞれ開始した。
『マコトの王者 〜REAL DEAL CHAMPION〜』のアシスタント経験者からは3、4名が漫画家デビューを果たしている。その中には同じ『ゲッサン』で連載するかんばまゆこなどがいる。

## 受賞歴
- 2002年 アフタヌーン四季賞 佳作
- 2003年 ヤングマガジンアッパーズ新人賞 奨励賞
- 2005年 小学館新人コミック大賞 第57回 少年部門 入選（「護って騎士」）

## 作品リスト

### 連載
- マコトの王者 〜REAL DEAL CHAMPION〜（『ゲッサン』2009年6月号 - 2011年11月号、全7巻）
- 嘘つきは殿様のはじまり（『ゲッサン』2014年11月号[2] - 2017年4月号、全5巻）
- アノナツ -1959-（『週刊少年サンデー』2019年6号[3] - 2019年32号、全3巻）
- Re:スケバン刑事（原作：和田慎二、『月刊プリンセス』2021年3月号[4] - 2025年8月号[5]、既刊4巻）
- クーロンズ・ボール・パレード（原作：鎌田幹康、『週刊少年ジャンプ』2021年11号[6] - 2021年31号[7]、全3巻）

### 読切
- 護って騎士（『週刊少年サンデー』2006年8号）
- パーテールポジション（『少年サンデー超』2006年7月25日号）
- 握り拳を前に出せ!（『少年サンデー超』2007年1月25日号）
- 私のリードオフマン（『少年サンデー野球増刊SCUD』2007年8月10日号）
- 鉄壁の月光（『少年サンデー超』2008年11月25日号）
- なまくら丸（『少年サンデー超』2009年4月25日号）
- マコトの体験ボクシング（『ゲッサン』2009年6月号別冊付録）
- 火消姉弟物語（『ゲッサン』2014年4月号）

## 関連人物

### 師匠
- 雷句誠（『金色のガッシュ』最終回まで1年余りのアシスタント）

### アシスタント
- かんばまゆこ